# هتی مک‌دنیل
هَتی مک‌دنیل (به انگلیسی: Hattie McDaniel، ۱۰ ژوئن ۱۸۹۳ – ۲۶ اکتبر ۱۹۵۲) بازیگر، خواننده، ترانه‌سرا و کمدین اهل ایالات متحده آمریکا بود.
مک‌دنیل نخستین آمریکایی آفریقایی‌تبار بود که جایزه اسکار را در دوازدهمین دورهٔ آن به‌عنوان بهترین بازیگر نقش مکمل زن در نقش «مامی» در فیلم بربادرفته (۱۹۳۹) دریافت کرد.
او دارنده دو ستاره در پیاده‌روی مشاهیر هالیوود است، در سال ۱۹۷۵ وارد تالار مشاهیر فیلم‌سازان سیاه‌پوست شد و در سال ۲۰۰۶ (۵۴ سال پس از درگذشت) او نخستین برندهٔ سیاه‌پوست اسکار شد که با انتشار تمبر پستی ایالات متحده از او قدردانی شد. در سال ۲۰۱۰، او به تالار مشاهیر زنان کلرادو معرفی شد. مک‌دنیل علاوه بر بازیگری، ۱۶ قطعه موسیقی بلوز را در  میان سال‌های ۱۹۲۶ تا ۱۹۲۹ ضبط کرد و مجری رادیو و شخصیت تلویزیونی بود. او همچنین نخستین زن سیاه‌پوستی بود که در رادیوی ایالات متحده آواز خواند. اگرچه او در بیش از ۳۰۰ فیلم ظاهر شد، اما تنها برای ۸۳ فیلم روی صفحه نمایش از او یاد شد. شناخته‌شده‌ترین فیلم‌های مهم دیگر مک‌دنیل، فیلم‌های آلیس آدامز (۱۹۳۵)، در این زندگی ما (۱۹۴۲)، از وقتی تو رفتی (۱۹۴۴) و ترانه جنوب (۱۹۴۶) هستند.
مک‌دنیل در طول زندگی حرفه‌ای خود، نژادپرستی و جدایی نژادی زیادی را تجربه کرد و نتوانست در نخستین نمایش بربادرفته در آتلانتا شرکت کند، زیرا این نمایش در یک تئاتر «فقط سفیدپوستان» برگزار شد. در دوازدهمین دوره جوایز اسکار هم، او پشت یک میز مجزا در کنار اتاق نشست. در سال ۱۹۵۲، مک‌دنیل به دلیل ابتلا به بیماری سرطان پستان درگذشت. آخرین آرزوی او برای دفن در گورستان هالیوود بود، به دلیل محدودیت قبرستان «فقط برای سفیدپوستان» در آن هنگام رد شد. این جدایی نژادی در سال ۱۹۶۵ در ایالات متحده پایان یافت.